# Corps propre
En philosophie, la notion de corps propre ou corps phénoménal désigne le corps humain tel que vécu et expérimenté. Il s'oppose au corps objectif, à savoir le corps physique et biologique. Le corps comme sujet percevant (corps propre) et le corps comme matière physique (corps objectif) forment les deux faces du corps humain. D'un côté, celui-ci peut être appréhendé depuis une perspective personnelle (première personne), en tant que véhicule de la subjectivité ; d'un autre côté, le corps peut être appréhendé depuis une perspective extérieure (troisième personne), en tant qu'objet spatiotemporel.
Cette double nature du corps est à l'origine de l'expérience des « sensations doubles » : si nos deux mains se touchent, il est possible de faire l'expérience de l'une et de l'autre à la fois comme ce qui touche et comme ce qui est touché.

## L'origine du concept
Dans le second livre des Ideen (Idées directrices pour une phénoménologie et une philosophie phénoménologique pures), Husserl situe le corps de l'homme dans l'entre-deux de la nature animale et du monde spirituel. Comme sujet effectif de la vie naturelle et le cadre qui la gouverne  « il est exclu (pour Merleau-Ponty) que le corps puisse être considéré comme un objet pour une conscience séparée ou comme une matière informe […]. Le corps perçoit, mais il déploie aussi à l'avance le champ dans lequel une perception peut se produire », écrit Rudolf Bernet. La notion de « corps propre » (on parle aussi de corps-chair en référence à son être incarné dans le monde) est au départ, l'expression utilisée par les philosophes pour désigner le corps avec son caractère « humain », par opposition au corps simplement envisagé sous un angle matériel. Les Allemands ont deux mots, ils distinguent la Leib (la chair) du Körper (corps). Dans un premier temps, le « corps propre » désignait donc la manière humaine de vivre notre corps, habité par une conscience et doté d’intentions, alors que le corps matériel n’est qu’une matière inanimée. Notre corps nous l'expérimentons comme faisant partie de nous-même. On appelle corps à la fois ce que l'on peut percevoir et ce sans quoi on ne peut percevoir. En tant que je peux le percevoir, mon corps est une chose dans le monde : c’est le corps objectif ; en tant qu’il est condition de ma perception, je ne peux le percevoir : c’est le « corps phénoménal ».

## Les contours du concept
Le corps, constate Maurice Merleau-Ponty, est avec moi, jamais devant moi. Contrairement aux objets, mon corps est rivé à sa perspective : il ne peut être vu d’un autre angle que celui sous lequel je le vois – autant que je peux le voir – effectivement. Pascal Dupond écrit « le « corps phénoménal » ou « corps propre», est à la fois "moi" et "mien", c'est en lui que je me saisis comme extériorité d'une intériorité ou intériorité d'une extériorité, qui s'apparaît à lui-même en faisant apparaître le monde ». Le corps est notre lien avec le monde, Merleau-Ponty se propose de « réexaminer la définition du corps comme objet pur pour comprendre comment il peut être notre lien vivant avec la nature ».
Le corps propre, écrit Frédéric Jacquet, est « cet « incroyable arrangement » pour lequel le monde se phénoménalise, par lequel la « lumière » advient et dont la dimension perceptive est corrélative de l’appartenance ontologique ». Merleau-Ponty souligne que la perception est déjà « conscience » et que cette conscience reste néanmoins l'activité d'un corps, qui n'est pas le corps de la psychologie traditionnelle. « Au niveau de la perception, âme et corps, esprit et matière ne peuvent être distingués. Il apparaît donc que le corps n’est pas simplement une chose parmi d’autres choses, ses liens avec le monde dépassent les liens de causalité pure et simple, le corps est déjà porteur d’esprit », note Florence Caeymaex.
En devenant, selon un passage de Signes cité par Lucia Angelino, « un système de systèmes voué à l’inspection d’un monde [...], une structure originaire qui seule rend possible le sens et les significations, comme cadre à partir duquel toute expérience et connaissance du monde sont possibles » le concept de « corps propre » prend, chez Merleau-Ponty, une signification ontologique . Merleau-Ponty écrit : « l'expérience révèle sous l'espace objectif, dans lequel le corps finalement prend place, une spatialité primordiale dont la première n'est que l'enveloppe et qui se confond avec l'être même du corps (d'où la notion de corps propre ou phénoménal). »

## La spatialité du corps propre

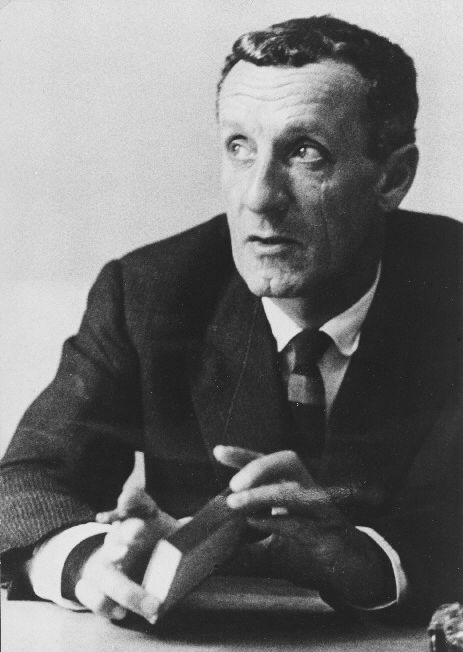
Maurice Merleau-Ponty

Dans Phénoménologie de la perception, le corps est considéré comme une structure qui elle-même structure le monde vécu (ou monde de la vie, la Lebenswelt). Il s'agit d'une structure, structurée et structurante, qui charge le réel « de prédicats anthropologiques ». Cet ouvrage, majeur pour la pensée de Merleau-Ponty, consacre deux longs chapitres à l’espace.

### L'espace anthropologique
Merleau-Ponty, cherche à « établir le caractère sui generis de l’espace subjectif, celui de la perception à l’égard de l’espace universel, objectif ».

#### La pluralité des expériences
« La phénoménologie merleaupontienne reconnaît et décrit la pluralité des expériences du spatial qu’elle fait remonter jusqu’à un espace subjectif général, celui de la perception, radicalement différent de l’espace Un et abstrait de la géométrie [...] L’espace de la perception est à l’origine des diverses variantes d’espaces subjectifs (espaces du primitif, de l’enfant, du malade, du peintre) et le prétendu espace en soi, objectif, celui de la géométrie est subsumé, lui aussi, sous l’espace primordial de la perception. ». Merleau-Ponty regroupe ces espaces seconds , sous la notion commune d' « espace anthropologique ». D'autre part « l'expérience révèle sous l'espace objectif, dans lequel le corps finalement prend place, une spatialité primordiale dont la première n'est que l'enveloppe et qui se confond avec l'être même du corps (d'où la notion de corps propre ou phénoménal). Être corps, c'est être noué à un certain monde [...] notre corps n'est pas d'abord dans l'espace : il est à l'espace » écrit Merleau-Ponty,, et le prétendu espace en soi, objectif, celui de la géométrie finira par être subsumé, sous l’espace primordial de la perception. Nous ne faisons pas (seulement) l'expérience de notre corps comme un objet externe que nous percevons ; mais nous le sentons comme étant nôtre, nous en souffrons comme une partie de nous. Le corps est le siège d'un ensemble de significations vécues, et pas uniquement une réalité matérielle au sens strict, qui conditionne toute notre expérience et notre existence : à la notion de corps matériel se substitue l’idée de corps propre, d’organisme qualifié par son appartenance à une destinée. Le « corps propre », va être conçu comme le centre d’où partent distances et direction,.
Si le corps est « la matrice de tout espace existant », Merleau-Ponty n'en subjective pas pour autant l'espace. « L’espace général, c’est-à-dire « l’expérience originaire de l’espace », est celle de la subjectivité, mais d’une subjectivité anonyme et antérieure à toute pensée thétique » écrit Miklós Vető.

#### La difficile résorption du conflit corps esprit
Merleau-Ponty est conscient que, dans la Phénoménologie de la perception , ce conflit n'est pas dépassé« le « sujet naturel » présente une certaine ambiguïté, au sens où il est à la fois le fond porteur de l’esprit et une objectivité que se donne l’esprit dans sa libre puissance transcendantale [...] le pôle actif ou inventif du corps phénoménal tend à coïncider avec la puissance transcendantale de l’esprit tandis que le pôle passif ou acquis du corps phénoménal tend à s’identifier avec le corps objectif qui n’est que pour une conscience ou un esprit » écrit Pascal Dupond. Dans une note inédite rapportée par Pascal Dupond, Merleau-Ponty reconnaît « il n’y a aucun moyen de comprendre comment le corps humain pourrait être objet à moins de supposer derrière lui un fabricateur qui le dispose de manière à percevoir comme s’il savait vraiment divinement bien l’optique et la géométrie ». « Un organisme, en un sens, n’est que physico-chimie, car « on ne voit pas comment une autre causalité (vitale, d’entéléchie) viendrait interférer avec celle-là ». De toute nécessité la corps vivant relève de divers ordre de l'être. « On peut dire, en bref, que le corps vivant relève de l’ordre physique par « sa racine hylétique », mais qu’il outrepasse la « physico-chimie », au sens où il est une genèse, un comportement, c’est-à-dire un espace-temps spécifique »

### Le schéma corporel
En provenance de la littérature neuropsychologique le « schéma corporel » était conçu au départ, comme une simple association d'images ayant pour but d'offrir un résumé de notre expérience corporelle ; il est repris par Husserl sous l'appellation d'« espace corporel ». Dans la Phénoménologie de la perception, Merleau-Ponty désubstantialise la notion de « schéma corporel ». Il ne s'agira plus d'une association d'images établie au cours de l'expérience mais d'une unité spatio-temporelle qui les précède et rend possible cette association. De plus avec la notion de « schéma corporel » ce n'est pas seulement chez Merleau-Ponty, l'unité du corps qui est visé mais c'est aussi cela qu'elle rend possible à savoir : l'unité de sens et l'unité de l'objet.

#### L'unité symbolique
Le corps devient une forme (voir Gestaltpsychologie), c'est-à-dire un composé, dans lequel le tout est supérieur aux parties. Ainsi conçue « la forme comparée à la mosaîque du corps physico-chimique (représente) un type d'existence nouveau ». En effet, « si mon corps peut être une “forme” et s’il peut y avoir devant lui des figures privilégiées sur des fonds indifférents », c’est précisément « en tant qu’il est polarisé par ses tâches, qu’il existe vers elles, qu’il se ramasse sur lui-même pour atteindre son but. Parce que chaque sens déploie un champ phénoménal différent l'expérience sensible est différente selon qu'il s'agisse d'une chose vue, touchée ou sentie. C'est la structure symbolique du corps qui permet de réunir et englober les parties hétérogènes, « il en est ainsi des sens qui vont communiquer entre eux et associer leur pouvoir d'exploration pour former une synesthésie » écrit Rudolf Bernet. La fonction symbolique autorise la multiplicité de perspectives soit de viser une chose comme une chose ou le terme invariant d'une infinité d'aspects.
Merleau-Ponty comprend l'unité du corps et même l'unité du monde en « analogie » avec cette unité des divers sens. « Le schéma corporel doit être compris comme une mobilisation anticipative du système symbolique du corps face à une situation précise de la vie perspective : le corps sait d'avance, d'un savoir charnel, ce qu'il doit faire et comment il doit le faire ».

#### La posture
Le recours à la notion de « schéma corporel » recouvre une prise de conscience globale de notre « posture » dans le monde « inter-sensoriel ». Interprété dynamiquement « mon corps m'apparaît comme une « posture » en vue d'une certaine tâche actuelle ou possible et comme l'opérateur de toute synthèse-vécue ». « La structure du monde ne peut être pensée sinon en référence à la structure du corps de l’homme, en tant que le corps comme totalité de sens systématiquement cohérente dans l’unité, est une structure qui elle-même structure le monde, et une fonction dispensatrice d’unité ».
À noter que l'espace est pré-constitué avant toute perception. En effet pour l'auteur, contrairement à la tradition, « l'orientation dans l'espace n'est pas un caractère contingent de l'objet mais le moyen par lequel je le reconnais et j'ai conscience de lui comme d'un objet [...]. Renverser un objet c'est lui ôter toute signification ». Il n'y a pas d'être qui ne soit situé et orienté, comme il n'y a pas de perception possible qui ne s'appuie sur une expérience antérieure d'orientation de l'espace. La première expérience est celle de notre corps dont toutes les autres vont utiliser les résultats acquis. « Il y a donc un autre sujet au-dessous de moi, pour qui un monde existe avant que je sois là et qui y marquait ma place » cité par Rudolf Bernet.

#### Une fonction générale
Dans l'extension de ce rôle attribué au « schéma corporel », le corps, en lieu, et place de la fonction de jugement, assume « une fonction organique de connexion et de liaison, qui n’est pas le jugement, un quelque chose immatériel dans le corps, qui permet l’unification des diverses données sensorielles, la synergie entre les différents organes du corps et la traduction du tactile dans le visuel [...] Merleau-Ponty affronte le problème de l'articulation entre la structure du corps et la signification et la configuration du monde ». Le corps, le sujet corporel, est à l’origine de la spatialité, il est le principe de la perception, sachant que le corps dont il est question n'est pas le corps matériel mais le « corps propre » ou phénoménal. Contrairement aux corps-objets qui se trouvent dans l’espace, et qui sont séparés les uns des autres par des distances, visibles à partir d’une perspective, le corps propre, n'est pas dans l'espace à une certaine distance des autres corps-objets mais constitue un centre d’où partent distances et direction. Bien que privé de toute visibilité notre corps propre est toujours là pour nous. « Le corps perçoit, mais il déploie aussi à l'avance le champ dans lequel une perception peut se produire », écrit Merleay-Ponty. En tant qu'elle ne se révèle qu'au sein d'une intentionnalité, d'un projet, la spatialité du « corps propre » est toujours « située » (correspond à une situation) et « orientée » ne correspondant donc pas à l'espace objectif qui lui est par définition homogène.
« Il ne faut pas dire que notre corps est dans l'espace, ni d'ailleurs qu'il est dans le temps. Il habite l'espace et le temps ». L'expérience motrice ne passe pas par l'intermédiaire d'une représentation, comme manière d'accéder au monde elle est directe. Le corps connaît son entourage comme des points d'application de sa propre puissance (la direction qu'il doit prendre, les objets qu'il peut attraper). « Le sujet placé en face de ses ciseaux, de son aiguille et de ses tâches familières n'a pas besoin de chercher ses mains ou ses doigts, parce qu'ils ne sont pas des objets à trouver dans l'espace objectif [...] mais des « puissances » déjà mobilisées par la perception des ciseaux ou de l'aiguille [...] ce n'est jamais notre corps objectif que nous mouvons, mais notre « corps phénoménal » ». « Le corps phénoménal est biface, en ce qu'il est à la jointure de la nature et de la liberté. D'un côté, il est habité par un néant actif, (n'est pas où il est, n'est pas ce qu'il est), il est l'existence même en son mouvement de transcendance » écrit Pascal Dupond
« Le sujet possède son corps non seulement comme système de positions actuelles mais comme système ouvert d'une infinité de positions équivalentes dans d'autres orientations ». Cet acquis ou cette réserve de possibilités est une autre manière de désigner le «schéma corporel » c'est-à-dire « cet invariant immédiatement donné par lequel les différentes tâches motrices sont instantanément transposables ».
Comme son corps, le sujet percevant possède son monde. Il le possède par « une relation d'avoir, d'habitation ou d'habitude qu'il faut comprendre au sens fort : il tient son milieu sous sa prise ou son emprise, il ouvre son milieu et y déploie les dimensions ou les niveaux qui expriment au dehors son activité interne ». Ainsi l'acquisition d'une habitude autorise des réponses adaptées à des situations inédites se ressemblant par une certaine « communauté de sens ». Merleau-Ponty, prenant l'exemple de l'organiste, attribue au corps propre et non à l'entendement l'acquisition d'habitudes qui ont pour effet de dilater notre « être au monde ».

#### La relation à autrui
La notion de « corps propre » joue un rôle capital dans la vision merleau-pontienne de l'« intersubjectivité ».  Pour Merleau-Ponty, « le corps n’est ni une chose ni une somme d’organes, mais un réseau de liens, ouvert au monde et aux autres. Le monde est le lieu où se nouent la corporéité et l’altérité. Les analyses de Merleau-Ponty sur la question du corps propre renvoient chaque fois au corps de l’autre, aussi bien dans les études du toucher, de la sexualité, que dans celles de la parole. Autrui y apparaît comme corps et l’intersubjectivité devient inter-corporéité ».  « Le corps propre n’est qu’une relation, une participation, moi et autrui sommes depuis toujours liés, nous participons à la même source, à la même « chair ontologique » ».

### Motricité
La notion de « corps propre » est étrangère à l'idée d'« enveloppe corporelle » de la tradition. « J'éprouve mon corps comme puissance de certaines conduites et d'un certain monde, je ne suis donné à moi-même que comme une certaine prise sur le monde ». Toujours présent ce « corps propre » grandit au cours du temps car « les actions dans lesquelles je m'engage par l'habitude s'incorporent leurs instruments et les font participer à la structure originale du corps propre. Quant à lui, il est l'habitude primordiale, celle qui conditionne toutes les autres et par laquelle elles se comprennent ». Lucia Angelino écrit : « Comme puissance d’un certain nombre d’actions familières, le corps a ou comprend son monde sans avoir à passer par des représentations », il sait d’avance — sans avoir à penser que faire et comment le faire —, il connaît — sans le viser — son entourage comme champ à portée de ses actions. (Notre corps) s’annexe les choses, qui cessent d’être des objets pour devenir des quasi-organes, contribuant à l’amplitude de notre ouverture corporelle au monde ».
« Ce n'est jamais notre corps objectif que nous mouvons mais notre « corps phénoménal » [...], le corps (physique) n'est qu'un élément dans le système du sujet et de son monde et la tâche ( à effectuer) obtient de lui les mouvements nécessaires  [...] ». Dans le cercle de ce corps « les mouvements de saisie ne commencent qu'en anticipant leur fin »,. « Je peux donc m'installer, par le moyen de mon corps comme puissance d'un certain nombre d'actions familières, sans viser mon corps ni mon entourage comme des objets au sens kantien c'est-à-dire [...] comme des entités transparentes libres de toute adhérence locale ou temporelles. Il y a mon bras comme support de ces actes que je connais bien, mon corps comme puissance d'action déterminée dont je sais d'avance le champ et la portée et il y a l'entourage comme l'ensemble des points d'application possibles de cette puissance ». Renaud Barbaras écrit « mon mouvement n'est pas une décision de l'esprit, un faire absolu qui serait décrété depuis la retraite subjective [...]. Le Soi n'est pas extérieur au mouvement mais passe au contraire en lui : c'est en tant que Soi qu'il se meut [...], il y a une différence d'essence entre le mouvement des choses et celui du corps phénoménal ; (de Merleau-Ponty; L'Œil et l'Esprit) je dis d'une chose qu'elle est mue, mais mon corps, lui, se meut, mon mouvement se déploie. Il n'est pas dans l'ignorance de soi, il n'est pas aveugle de soi, il rayonne d'un Soi ».Ce qui est à retenir c'est selon Étienne Bimbenet « pour l'anatomie cérébrale, il n'y a pas de mouvements, il n'y a que des actes ; un vivant se meut pour ou en vue de ».
Dans ses mouvements, le sujet ne se contente pas de subir l'espace et le temps il les assume activement et leur confère une signification anthropologique. Ainsi quel sens pourrait avoir les mots « sur », « dessous » ou « à côté » pour un sujet qui ne serait pas situé par son corps en face du monde. Il implique la distinction d'un haut et d'un bas, du proche et du lointain, c'est-à-dire un espace orienté. L'espace objectif, l'espace intelligible n'est pas dégagé de l'espace phénoménal orienté, au point que l'espace homogène ne peut exprimer le sens de l'espace orienté que parce qu'il l'a reçu de lui. « C’est le corps qui donne sens à son entourage, nous ouvre accès à un milieu pratique et y fait naître des significations nouvelles, tout à la fois motrices et perceptives ». « Le corps sait d'avance, d'un savoir charnel, ce qu'il doit faire et comment le faire ».

### Le corps mesurant
Alors que nos vues ne sont que des perspectives, Merleau-Ponty tente d'expliquer la perception de l'objet (qu'une table soit une table, toujours la même, que je touche et que je vois) dans son « aséité ». Il écarte le recours à la synthèse intellectuelle qui ne possède pas le secret de l'objet « pour confier cette synthèse au corps phénoménal [...] en tant qu'il projette autour de lui un certain milieu, que ses parties se connaissent dynamiquement l'une l'autre et que ses récepteurs se disposent de manière à rendre possible la perception de l'objet ». « Le schéma corporel est l’étalon de mesure des choses perçues, « invariant immédiatement donné par lequel les différentes tâches motrices sont instantanément transposables » »,. Dans Phénoménologie de la perception, Merleau-Ponty écrit « notre corps est cet étrange objet qui utilise ses propres parties comme symbolique générale du monde et par lequel en conséquence nous pouvons fréquenter ce monde, le comprendre et lui trouver une signification ». « Comme « puissance » d’un certain nombre d’actions familières, le corps a ou comprend son monde sans avoir à passer par des représentations, il sait d’avance — sans avoir à penser ce que faire et comment le faire —, il connaît — sans le viser — son entourage comme champ à portée de ses actions », commente Lucia Angelino. Plus tard dans le Visible et l'invisible, Merleau-Ponty écrit « Nous avons, non pas une conscience constituante des choses, comme le croit l'idéalisme, ou une pré-ordination des choses à la conscience, comme le croit le réalisme (ils affirment tous deux l'adéquation de la chose et de l'esprit), nous avons avec notre corps, nos sens, notre regard, notre pouvoir de comprendre la parole et de parler, des « mesurants »  pour l'Être, des dimensions où nous pouvons le rapporter, mais non pas un rapport d'adéquation ou d'immanence ».
Comme système d’équivalences (corporelles) tant spatiales que temporelles, le corps nous donne « le premier modèle des transpositions, des équivalences, des identifications qui font de l’espace un système objectif et permettent à notre expérience d’être une expérience d’objets, de s’ouvrir sur un “soi” »,. Ici encore, l’origine du sens est encore expliquée avec des concepts provenant de modes de pensée dualistes où la distinction sujet-objet na pas complètement disparu. Avec le Visible et l'Invisible, on assiste à  une radicalisation du concept, Pascal Dupond écrit « le corps devient un sensible parmi les sensibles, mais en précisant qu'il est celui « en lequel se fait une inscription de tous les autres», ou bien qu'il est une chose parmi les choses, mais en précisant qu'il est aussi et surtout « au plus haut point ce qu'est toute chose un ceci dimensionnel», « un sensible qui est dimensionnel de soi-même, mesurant universel» » .

## L'expressivité du corps
« Merleau-Ponty peut dire du corps qu’il est « éminemment un espace expressif », non seulement « un espace expressif parmi tous les autres », mais « l’origine de tous les autres, le mouvement même de l’expression, ce qui projette au dehors les significations en leur donnant un lieu, ce qui fait qu’elles se mettent à exister, comme des choses, sous nos mains, sous nos yeux (…). Le corps est notre moyen général d’avoir un monde. Tantôt il se borne aux gestes nécessaires à la conservation de la vie, et corrélativement il pose autour de nous un monde biologique ; tantôt, jouant sur ces premiers gestes et passant de leur sens propre à un sens figuré, il manifeste à travers eux un noyau de signification nouveau : c’est le cas des habitudes motrices comme la danse ».
Mais comme le souligne Rudolf Bernet, « le corps est un signe expressif d'un type particulier, un signe sans signifié préalable [...], si le corps exprime à chaque moment les modalités de l'existence, ce n'est pas comme les galons qui expriment le grade ou comme un numéro qui désigne une maison : le signe ici n'indique pas seulement sa signification, il est habité par elle, il est d'une certaine manière ce qu'il signifie ». « Le corps est ce lieu où les intérêts spirituels et les pulsions naturelles se mêlent au point de se confondre ».
Merleau-Ponty écrit « l'analyse de la parole et de l'expression nous fait reconnaître la nature énigmatique du corps propre [...]. Il n'est pas un assemblage de particules dont chacune demeurerait en soi, ou encore un entrelacement de processus définis une fois pour toutes, il n'est où il est, il n'est pas ce qu'il est, puisque nous le voyons secréter un sens qui lui vient de nulle part, le projeter sur son entourage matériel et le communiquer aux autres sujets incarnés [...] On ne voyait pas que, pour pouvoir l'exprimer, le corps, en dernière analyse, doit devenir la pensée ou l'intention qu'il signifie. C'est lui qui montre, lui qui parle ».

### Le fondement naturel
« Merleau-Ponty fait appel à une conception de la nature qui confère à celle-ci le sens d'un soubassement de l'existence spirituelle de la vie personnelle [...]. Cette nature est d'essence vivante, et la vie qui l'anime n'est ni exclusivement humaine, ni tout à fait inhumaine [...] Elle est cet espace où un sujet peut advenir, ou encore, le lieu de la naissance [...] La nature n'est pas étrangère ou opposée à l'homme, elle entretient avec lui un rapport essentiel [...] Elle est, au sein de l'existence humaine ce qui ne lui appartient pas en propre » écrit Rudolf Bernet. « Réorganisés dans des ensembles nouveaux, les comportements vitaux disparaissent comme tels [...] La fonction symbolique, comme capacité catégoriale d'objectiver le milieu et de varier nos points de vue sur lui, est l'attitude humaine fondamentale, qui sublime en nous le sens des conduites vitales et leur confère un sens neuf » écrit Étienne Bimbenet.

### L'ordre symbolique
Constamment, allant de l'un à l'autre, l'homme navigue entre deux ordres, l'ordre animal, correspondant aux nécessités vitales, et l'ordre humain qui est le lieu de la fonction symbolique qui expose l'ensemble des symboles composant l'univers de la culture ou des œuvres de l'homme (mythes, religions, littératures, œuvres d'art). « La fonction symbolique est d'abord une manière de percevoir, elle est fondamentalement l'acte d'un esprit incarné ». Dans la Phénoménologie de la perception, Merleau-Ponty définit l'existence comme un « va-et-vient » entre vie biologique et la vie de relations de la conscience.
Pascal Dupond commente : « le sujet naturel » présente une certaine ambiguïté,
au sens où il est à la fois le fond porteur de l’esprit et une objectivité que se donne l’esprit dans sa libre puissance transcendantale. [...]Cette ambiguïté est dissimulée par l’usage que fait Merleau-Ponty du concept de « corps phénoménal ». Le corps phénoménal est l’existence même dans son déploiement multiforme sur une échelle qui s’étend du corps le plus vivant, c’est-à-dire le corps comme transcendance et invention de sens jusqu’au corps « partes extra partes », c’est-à-dire le corps qui n’opère pas sa propre synthèse, qui est corps pour autrui et non corps pour soi. Le corps humain vit toujours selon différents régimes de corporéité (ou différents régimes de tension de durée) : il est toujours « un assemblage de parties réelles juxtaposées dans l’espace », , un corps habituel, un corps qui se rassemble et se transfigure dans le geste et l’expression, enfin le corps d’une personne engagée dans une histoire ; et toute altération d’un régime d’existence ou decorporéité s’exprime ou se traduit dans les autres registres de l’existence ».

### La vie indivise du corps et des choses
Parce qu'une chose ne peut être perçue qu'à travers et selon les choses qui l'entourent , Merleau-Ponty fait état à côté du système symbolique du corps d'un système symbolique des choses. « Le sens qui habite la chose ne lui appartient pas en pleine propriété, il provient d'une vie expressive qui ne fait que la traverser en la joignant aux autres choses ». « Si ce n'est pas seulement le corps, mais aussi la chose qui voit les choses, si mon regard ne voit que ce que les choses veulent bien lui montrer, c'est que le corps et les choses sont taillés dans la même étoffe, ou traversés par la même vie indivise ». La notion de « chiasme », qui fait l'objet du tout dernier chapitre du le Visible et l'invisible, enveloppe les concepts d'empiètement, d'entrelacs et de réversibilité qui furent les tout premiers éléments qui apparurent dans Phénoménologie de la perception. Étienne Bimbenet, reprenant des expressions de Merleau-Ponty parle « d'un soi empiétant par son corps sur le monde et sur autrui, d'un rentrer en soi qui est identiquement sortir de soi ».

## Le sens d'être du corps

### L'expérience du touchant-touché
Parce que le monde de la vie est toujours plus large et plus complexe que « les essences et les idées dans lesquelles on cherche à le résumer » Merleau-Ponty lie réflexion, et expérience perceptive.« Merleau-Ponty a donné une illustration magistrale de cette « réflexion-perception » à travers l’expérience particulière dite du touchant-touché. Ma main gauche touche ma main droite : c’est une manière pour moi de me sentir moi-même, d’avoir le sentiment de soi. Mais qu’est-ce qui se passe ? Ma main gauche, celle qui agit, n’est pas un pur sujet, elle est corps, et cette autre main qu’elle touche n’est pas pour elle un pur objet ou une chose, elle est son double ; reportons-nous à la main droite, voici qu’elle se soustrait immédiatement à sa condition d’objet, car elle se sent touchée, elle est déjà conscience, presque sujet, voici qu’elle commence de prendre la main qui la touchait d’abord pour une chose qu’elle touche, etc » écrit Florence Caeymaex.  Dans l'expérience du toucher, Merleau-Ponty décrit trois expériences distinctes qui bien que se croisant et s'ouvrant les unes sur les autres, ne se superposent pas. « Dans le toucher, il y a trois expériences distinctes qui se sous-tendent, trois dimensions qui se recoupent, mais sont distinctes : un toucher du lisse et du rugueux, un toucher des choses (en général), [...] et enfin un véritable toucher du toucher, quand ma main droite touche ma main gauche en train de palper les choses, par lequel le sujet touchant qui passe au rang de touché, descend dans les choses, de sorte que le toucher se fait du milieu du monde et comme en elles »-. Le regard, lui-même, que Merleau-Ponty assimile à une palpation s'inscrit dans l'ordre d'être qu'il nous dévoile. « La chair est caractérisée par le fait qu'il n'y a aucune partie d'elle même qui ne soit susceptible de devenir activement sensible ni aucune sensibilité active qui ne puisse se transformer en objet d'un autre toucher, dès lors qu'elle est localisée », écrit Renaud Barbaras.
« La sensibilité est constitutive de la corporéité [...] Ainsi la capacité de « sentir » ne vient pas s'ajouter à une réalité objective, une chair à un corps [...], (c'est) le corps qui comme chose physique ne peut s'obtenir que par abstraction ».

### La réversibilité
Pascal Dupond écrit : « La sensibilité ne vient pas au corps vivant par une âme qui descendrait dans le corps. Le corps vivant devient « chair » par l’émergence d’un nouveau champ qui se caractérise par une certaine réflexivité ou « réversibilité ». Le corps vivant devient un corps sensible au moment où il acquiert le pouvoir de se toucher soi-même (ou de se voir lui-même, par l’intermédiaire du congénère), c’est-à-dire de se séparer de soi en s’unissant à soi, de s’unir à soi en se séparant de soi, de telle sorte que le touchant et le touché, le voyant et le vu, sont à la fois mêmes et autres ». « Le toucher en tant qu'il porte sur le corps propre est caractérisé par une « réversibilité » fondamentale, le touchant peut à tout moment devenir chose touchée, pour cette partie du corps qu'il touchait en laquelle se découvre le mode fondamental de la chair ». Comme ce « sentir » est par principe immergé dans un corps qui est lui-même immergé dans un monde, « ce n'est plus moi qui sent mais la chose qui sent en moi [...] le brouillage du sujet et de l'objet est attribué au monde lui-même »
Dans cette expérience, ce qui attire l'attention de Merleau-Ponty.
c'est la non-« coïncidence ». Jacques Garelli cite cette phrase : « En fait je ne réussis pas tout à fait à me toucher touchant, à me voir voyant, l'expérience que j'ai de moi percevant ne va pas au-delà d'une certaine imminence »

## Du corps propre à la chair du monde
Merleau-Ponty est le penseur qui a tenté d'effectuer ce passage de la chair ontique à la chair ontologique, du corps propre à la « chair du monde ». La frontière entre mon corps et le monde n'a pas de sens ontologique juge Merleau-Ponty. En raison de cette appartenance du corps au monde, l'auteur, tire cette conclusion essentielle, qu'il est possible d'étendre à l'ensemble de l'être, le mode d'être charnel du corps. « La chair comme « réversibilité » ou chiasme devient la clef de tout phénomène et par là de toute constitution » écrit Marc Richir. D'où la formule de Merleau-ponty « ce n'est donc pas moi qui sent mais la chose qui sent en moi ». La chair « qui n'est pas matière, n'est pas esprit, n'est pas substance », « est ce par quoi le champ phénoménologique découvre sa consistance et son autonomie, elle en est le tissu ou l'élément, la phénoménalité du phénomène ».